# Liste du patrimoine mondial en Nouvelle-Zélande
Cet article recense les sites inscrits au patrimoine mondial de l'Unesco qui sont en Nouvelle-Zélande.

## Statistiques
L'a nouvelle zélande ratifie la Convention pour la protection du patrimoine mondial, culturel et naturel le 22 novembre 1984. Les premiers biens protégés sont inscrits en 1990.
En 2013, la Nouvelle-Zélande compte 3 biens inscrits au patrimoine mondial,  2 naturels et 1 mixte. 
Le pays a également soumis 7 biens à la liste indicative, 3 culturels, 3 naturels et 1 mixte.
Les îles Cook et Niue, qui font partie du royaume de Nouvelle-Zélande, ont ratifié ou accepté la convention de façon indépendante, les premières en 2009 et la deuxième en 2001. En 2024, elles n'ont toutefois aucun bien inscrits.

## Listes

### Patrimoine mondial
Les sites néo-zélandais suivants sont inscrits au patrimoine mondial en 2024.
| Id. | Bien                                                   | Région             | Année | Superficie (ha) | Critères et notes | Coordonnées | Illus. |
| --- | ------------------------------------------------------ | ------------------ | ----- | --------------- | --- | --- | ------ |
| 877 | Îles sub-antarctiques de Nouvelle-Zélande              | Îles éloignées     | 1998  | 76 458          | Naturel, (ix), (x) Le bien comprend cinq îles ou archipels subantarctiques : îles Snares, îles Bounty, îles des Antipodes, îles Auckland et île Campbell. | 48° 01′ 01″ S, 166° 31′ 59″ E 47° 45′ S, 179° 03′ E 49° 40′ S, 178° 47′ E 50° 42′ S, 166° 06′ E 52° 32′ 24″ S, 169° 08′ 42″ E |        |
| 551 | Te Wahipounamu – zone sud-ouest de la Nouvelle-Zélande | Southland          | 1990  | 2 600 000       | Naturel, (vii), (viii), (ix), (x) Le bien regroupe quatre parcs nationaux : Aoraki/Mount Cook, Fiordland, Mont Aspiring, Westland Tai Poutini             | 45° 02′ 10″ S, 167° 19′ 12″ E                                                                                                 |        |
| 421 | Parc national de Tongariro                             | Manawatū-Whanganui | 1990  | 79 596          | Mixte, (vi), (vii), (viii) Le parc national recouvre plusieurs volcans de l'île du Nord, dont le mont Tongariro qui culmine à 1 978 m.                    | 39° 17′ 28″ S, 175° 33′ 43″ E                                                                                                 |        |

### Liste indicative
Les biens suivants sont inscrits sur la liste indicative du pays au début 2024. Les noms fournis par la Nouvelle-Zélande sont en anglais : la traduction en français est donnée ici à titre indicatif.
| Id.  | Bien                                                                     | Région(s)                                         | Année | Critères et notes | Coordonnées | Illus. |
| ---- | ------------------------------------------------------------------------ | ------------------------------------------------- | ----- | --- | --- | ------ |
| 5125 | Arrondissement historique art déco de Napier                             | Hawke's Bay                                       | 2007  | Culturel, (ii), (iv), (vi) | 39° 30′ 00″ S, 176° 55′ 01″ E |        |
| 5123 | Arrondissement historique du bassin de la Kerikeri                       | Northland                                         | 2007  | Culturel, (ii), (iii), (iv), (v), (vi) | 35° 13′ 01″ S, 173° 58′ 01″ E |        |
| 5127 | Arrondissement historique du traité de Waitangi                          | Northland                                         | 2007  | Culturel, (i), (ii), (iii), (iv), (vi) | 35° 16′ 01″ S, 174° 04′ 59″ E |        |
| 5120 | Champ volcanique d'Auckland                                              | Auckland                                          | 2007  | Mixte, (ii), (iii), (iv), (v), (viii) | 36° 53′ S, 174° 46′ E |        |
| 5121 | Eaux et fond marin du Fiordland (Te Moana O Atawhenua)                   | Southland                                         | 2007  | Naturel, (vii), (viii), (ix), (x) | 45° 49′ 59″ S, 176° 49′ 59″ E |        |
| 5124 | Îles Kermadec et réserve marine                                          | Northland                                         | 2007  | Naturel, (vii), (viii), (ix), (x) | 30° 30′ S, 178° 00′ E |        |
| 5122 | Parc national de Kahurangi, Farewell Spit et système karstique de Canaan | Tasman                                            | 2007  | Naturel, (vii), (viii), (ix), (x) | 41° 08′ S, 172° 10′ E |        |
| 5126 | Whakarua Moutere (îles du Nord-Est)                                      | Auckland, Baie de l'Abondance, Northland, Waikato | 2007  | Naturel, (vii), (viii), (ix), (x) Neuf sites : îles des Trois Rois, réserves de Te Paki (en) et North Cape, îles Poor Knights, îles Hen et Chicken (en), îles Mokohinau, île de la Petite Barrière, île Cuvier, îles Mercure et îles Alderman | 34° 09′ 14″ S, 172° 08′ 24″ E 34° 24′ 56″ S, 173° 03′ 04″ E 35° 30′ S, 174° 45′ E 35° 56′ 00″ S, 174° 44′ 00″ E 35° 54′ 00″ S, 175° 07′ 00″ E 36° 11′ 57″ S, 175° 04′ 53″ E 36° 26′ 13″ S, 175° 46′ 16″ E 36° 37′ 19″ S, 175° 51′ 07″ E 36° 58′ 00″ S, 176° 05′ 00″ E |        |